# 한국청년단체협의회
한국청년단체협의회(韓國靑年團體協議會, 약칭 한청)은 2001년 2월 11일 동국대 중강당에서 대한민국 41개 청년단체가 모여 만든 단체이다. 출범 당시에는 행안부가 한국청년단체협의회를 국가보안법 위반으로 기소하면서 여러 논란을 낳았다. 2004년에 이 단체는 법원에서 이적 단체 판결을 받았다.
1992년 출범했다가 1998년 해체된 한국민주청년단체협의회를 복원하여 창립했으며, 2009년 3월 22일에 공식해산했다.

## 역점 사업
- 국가보안법 폐지
- 6.15 남북공동선언의 실현
- 남북해외의 청년 조직과 연대

## 조직
- 1기 의장 전상봉, 부의장 홍순석, 사무처장 정재교, 고문 변정수(변호사), 임방규(통일광장 공동대표), 홍근수(자통협 의장), 김재훈(김세진 열사 아버지), 지도위원 박석률(변호사), 한충목(전국연합 집행위원장), 박석운(국가보안법폐지 국민연대 집행위원장)